# Antonio Puglieschi
Antonio Puglieschi  (Florence, 1660 - Rome, 1732), est un peintre italien qui fut actif à Florence et à Rome de la fin du XVIIe  au début du  XVIIIe siècle.

## Biographie
Antonio Puglieschi a été un élève de Pier Dandini à Florence et Ciro Ferri à Rome pendant quatre ans.
Entre 1695 et 1697 il reproduisit quelques œuvres de Dandini, dont une Vierge et une Adoration des mages.
Sigismondo Betti (1699-1775) et Giuseppe Bottani (1717-1784) furent de ses élèves.

## Œuvres
- Orphée et Euridice sortis des enfers,
- Mise au tombeau,
- Lapidation,
- Vie de Santa Verdiana, avec d'autres peintres (Camillo Sagrestani, Matteo Bonechi, Giuseppe Moriani, Ranieri del Pace, Niccolò Lapi), à l'église Santa Verdiana, à Castelfiorentino.
- Annonciation (1685), retable,  chiesa delle Suore Agostiniane, San Giovanni Valdarno.
- Assomption (1685), voûte,  chiesa Santissima Annunziata, San Giovanni Valdarno[3].
- Grégoire VII ordonne cardinal Pietro Igneo, retable, Abbaye de Vallombrosa
- Le Sacrifice d'Isaac (1593),
- Agar et Abraham (1593),
- Saint Ignace de Loyola, San Giovannino degli Scolopi, Florence

## Sources